# Матулова, Власта
Вла́ста Мату́лова (чеш. Vlasta Matulová; 31 октября 1918[…], Брно[…] — 18 апреля 1989[…], Прага[…]) — чешская и чехословацкая актриса театра, кино, радио и телевидения. Заслуженный деятель искусств ЧССР (1966).

## Биография
В 1937 году окончила актёрское отделение консерватории в Брно, играла на сцене театров в родном городе, в 1937—1938 годах — в Национальном театре (Брно). В 1938—1939
годах выступала на сцене Чешского театра в Пардубице.
С 1940 года до выхода на пенсию в 1984 году — артистка Национального театра в Праге.
Обладая приятной внешностью, хорошими вокальными данными, экспрессией и убедительной манерой игры, в молодости была востребованной киноактрисой. Выступала по радио и телевидении.
Позже преподавала актёрское мастерство в Пражской консерватории.
Играла с пьесах классического и современного репертуара (Шекспира, К. Гольдони, Р. Шеридана и других).
С 1940 года снялась в более 25 кино- и телефильмах, сериалах. Была одной из самых популярных киноактрис 1940-х годов.

## Избранная фильмография
- 1941 — Турбина / Turbina — Мария, дочь Уллика, врач
- 1942 — Я скоро вернусь — Юлинка Тиха, флорист
- 1946 — Панчо женится — Росита
- 1946 — Непослушный холостяк — Анна, трактирщица
- 1950 — Веселая дуэль
- 1954 — Ян Гус — королева София Баварская
- 1956 — Ян Жижка — королева София Баварская
- 1956 — Против всех — Здена, дочь Цибора
- 1957 — Подделка — Ольга Бранд
- 1959 — Круг — Мария, мать
- 1962 — Воскресенье в будний день
- 1964 — Звезда по имени Полынь — Хильда, хозяйка винной лавки
- 1964 — Покушение

## Награды
- Премия за выдающуюся работу (1958)
- Народная артистка Национального театра в Праге (1961)
- Заслуженный деятель искусств ЧССР (1966)